# پلوتووینکا
پلوتووینکا (به لاتین: Plotovinka) یک منطقهٔ مسکونی در روسیه است که در استان آستراخان واقع شده‌است.